# 活性の火
活性の火（かっせいのひ）は、北海道苫小牧市で開催される音楽フェスティバルである。

## 概要
苫小牧市駅周辺の活性化を図るため、2014年から毎年開催されている音楽フェスティバルである。
フェスティバル会場は、屋外とライブハウス苫小牧エルキューブなど屋内に分かれ、地域特産を活かした飲食店や物販の販売もされている。
「活性の火」の名前は、「苫小牧の街を温めたい、その為にも火を付けたい!」との思いから名づけられた。

## 開催状況

### 2014年
- 日程：8月30日（土）・31日（日）[4]。
- 会場：駅前通り娯楽場パーク[4]。
- 参加アーティスト：30組[5]。
- 観客動員：約9,000人[5]。
- その他：入場無料[4]。

### 2015年
- 日程：8月29日（土）・30日（日）[6]。
- 会場：王子娯楽場パーク、苫小牧信用金庫本店駐車場、苫小牧駅前広場[6]。
- 参加アーティスト：60組[5]。
- 観客動員：約17,000人[5]。
- その他：入場無料[6]。

### 2016年
- 日程：8月27日（土）・28日（日）[5]。
- 会場：王子娯楽場パーク、ELLCUBE、王子アカシヤ公園、苫小牧駅前広場[5]。
- 参加アーティスト：約80組[7]。
- その他：フェス飯グランプリ「活性の胃」併催、託児所設置[5]。

### 2017年
- 日程：8月26日（土）・27日（日）[3]。
- 会場：王子娯楽場パーク、王子アカシア公園、ELLCUBE、苫小牧駅前広場[3]。
- 参加アーティス：約95組[8]。
- 観客動員：約25,000人[8]。
- その他：フードコート10店舗（グルメイベント「活性の胃」）、無料託児所設置[8]。

### 2018年
- 日程：8月25日（土）・26（日）[8]。
- 会場：王子娯楽場パーク（メイン会場。2ステージ）、王子アカシア公園、ELLCUBE[8]。
- 参加アーティスト：約70組[8]。（詳細は次節）
- 観客動員：約25,000人[9]。
- その他：入場料無料、フードコート20店舗（グルメイベント「活性の胃」）、無料託児所設置[8]。

### 2019年
- 日程：8月24日（土）・25（日）[9]。
- 会場：中央公園、アカシア公園、ELLCUBE[9]。
- 参加アーティスト：101組[9]。（詳細は次節）
- その他：フードコート18店舗（グルメイベント「活性の胃」）[9]。

### 2020年
- 日程：9月27日（日）[10]。
- 会場：若草中央公園[10]。
- 参加アーティスト：14組[10]。（詳細は次節）
- その他：新型コロナ感染症の感染予防の観点より、事前予約制導入・有料化（300人限定、入場料1,000円）、フードコート設置中止等の対策を行った[10]。

## 2021年
- 初の中止が決定された。

## 参加アーティスト

### 2018年
- plums
- Cell The Rough Butch
- THE CHEWING-GUM
- LONG TIME NO SEE
- ザ50回転ズ
- ジャスパー
- J-ANKEN
- ircle
- プリメケロン
- ASTRO ASHTRAY
- 雨輪の空
- TOPE SUICIDA
- NOT SO HARD WORK
- Copernix
- STANCE PUNKS
- Guuper
- Azami
- TRiFOLiUM
- ソマリ
- HUSKING BEE
- Halo at 四畳半
- ACTIVE GIRL
- AK-47
- Mrs.WiENER
- ジャノメディソン
- hashiru
- グッドモーニングアメリカ
- my bird warms a blanket for Colette
- いむいぱぴ子
- HANABOBI
- INKYMAP
- THE BOYS&GIRLS
- Freaky Styley
- HARUKA(from Softly)
- PLAYLIST
- Survive Said The Prophet
- Dr.NY
- 猫と煙突
- Selfarm
- SMILE SPLASH
- 王子製紙吹奏楽団
- ButtonDawn
- Keyton
- YOU SAID SOMETHING
- BANGLANG
- Fall to Heck
- THE 林's
- 田茂琴美
- ナードマグネット
- トリコンドル
- KENTO
- ONIONRING
- TWO-nothing
- 小林当麻
- THE STARBEMS
- Keishi Tanaka
- All I Wasted
- Crash Peanuts
- 河地祥平
- THE 武田組
- JACK' O' LANTERN
- the deadly johnson
- シャオニャン
- InbiZiBuru
- Lucie,Too
- 岩間渉
- TRAST
- Kanry0
- DYINGDAY
- 佐藤執人
- RintaRo
- 田高健太郎
- RREE KICK
- KiNGONS
- NOT WONK

### 2019年
- Azami
- POT
- BACKLIFT
- HARUKA
- SABANNAMAN
- BAZRA（バズラ）
- ギターウルフ
- ザ50回転ズ
- MAZING STORY
- breath of the wild
- Klein Frieden
- Lolly
- my bird warms a blanket for Colette
- 田茂琴美
- 月がきれい
- なづき
- ACTIVE GIRL
- BLUE GARLIC
- Coke Likes Boy
- count sheep till you sleep
- doo the beats
- DOUBLE SIZE BEDROOM
- Dr.NY
- DUCK STANCE
- GRAND MOTHER SAID
- HANABOBI
- -KARMA-
- KENTO
- LONG TIME NO SEE
- LOUR
- NOWL
- plums
- SNARE COVER
- Tearless Bring to Light
- The Cynical Store
- THE BOYS&GIRLS
- THE武田組
- TOPE SUICIDA
- TRiFOLiUM
- TWO-nothing
- Unome
- zo-sun park
- アルクリコール
- 木箱
- ナデシコドール
- 猫と煙突
- 本棚のモヨコ
- 葉緑体クラブ
- FANTASISTA
- ircle
- KiNGONS
- MISTY
- NORVER
- NOT WONK
- PAN
- ニアフレンズ
- BANGLANG
- DUST BABY
- FREE KICK
- INViSBL
- KanryO
- RASTER
- SHUNSUKE
- The Cresters
- YOU SAID SOMETHING
- 王子製紙吹奏楽団
- 門田しほり
- かんばやしまなぶ
- Ao
- Arata
- BROOK
- Calls Name Again
- Copernix
- Cryoniks
- cult grass stars
- Freaky Styley
- KAMINARI KLAXONS
- NO JOBs
- PLAYLIST
- SMILE SPLASH
- Thermostud
- TRAST
- 笠原瑠斗
- 九島宙樹
- 月光グリーン
- ザ・ジラフス
- シャオニャン
- ジャノメディソン
- チューインガム・ホリデイ
- 拝啓~仲間たち~
- ヒグラシ

### 2020年
- THE BOYS&GIRLS
- FREE KICK
- BANGLANG
- INViSBL
- HANABOBI
- YOU SAID SOMETHING
- Calls Name Again
- DUST BABY
- Freaky Styley
- KENTO
- LONG TIME NO SEE
- my bird warms a blanket for Colette
- RASTER
- 猫と煙突